# Sozialkosten
Als Sozialkosten (oder Sozialaufwand, soziale Abgaben, soziale Leistungen) werden in der Betriebswirtschaftslehre und im Rechnungswesen Kosten bezeichnet, die der Arbeitgeber aus sozialen Gründen als betriebliche Sozialleistungen trägt.

## Allgemeines
Die Sozialkosten sind Bestandteil der Personalkosten und werden in der Gewinn- und Verlustrechnung eines Unternehmens im Rahmen des Gesamtkostenverfahrens gemäß § 275 Abs. 2 Nr. 6b HGB als „soziale Abgaben und Aufwendungen für Altersversorgung und für Unterstützung, davon für Altersversorgung“ ausgewiesen. Beim Umsatzkostenverfahren ist die Position nicht vorgesehen (§ 275 Abs. 3 HGB), entsprechende Angaben sind im Anhang zu machen (§ 285 Nr. 8b HGB).

## Arten
Generell wird unterschieden zwischen gesetzlichen, tarifvertraglichen und freiwilligen Sozialkosten:
- Gesetzliche oder tarifvertragliche Sozialkosten haben ihren Ursprung in Gesetzen oder Tarifverträgen, die den Arbeitgeber zur Zahlung verpflichten.[3]
  - Gesetzliche Sozialkosten: Hierzu gehören die Sozialabgaben (Arbeitgeberbeitrag zur Arbeitslosen-, Kranken-, Pflege- und Rentenversicherung sowie gesetzlichen Unfallversicherung). Zudem zählen auch der Aufwand für Arbeitsschutz und Arbeitssicherheit, die Entgeltfortzahlung im Krankheitsfall, Bezahlung an gesetzlichen Feiertagen sowie die Schwerbehinderten-Ausgleichsabgabe zu den gesetzlichen Sozialkosten.
  - Tarifvertragliche Sozialkosten: Aufwand für den Vorruhestand.
- Freiwillige Sozialkosten:[4]
  - Direkte freiwillige Sozialkosten sind beispielsweise Beihilfen im Geburts-, Krankheits- und Todesfall, Mutterschaftsgeld (über die gesetzliche Krankenversicherung hinaus), Reisekosten oder Verpflegungsgutscheine. Auch anlassbedingte Zahlungen wie Jubiläums-, Urlaubs- oder Weihnachtsgeld gehören hierzu wie auch Pensionszusagen.
  - Indirekte freiwillige Sozialkosten: Zuschüsse zu Fahrtkosten, Kantine, privaten Krankenversicherung, Pensionskasse oder Sozialversicherungen.

Beruht die Leistung auf Gesetz oder Tarifvertrag, handelt es sich um gesetzliche Sozialkosten. Sind die Leistungen in einer Betriebsvereinbarung oder im Arbeitsvertrag geregelt, wird von freiwilligen Sozialkosten gesprochen.
Handelsrechtlich werden die im Abzugsverfahren einbehaltene Lohnsteuer und die Arbeitnehmerbeiträge zur Sozialversicherung nicht als Sozialkosten eingestuft, sondern unter § 275 Abs. 2 Nr. 6a HGB als „Löhne und Gehälter“ verbucht. Freiwillige Sozialleistungen sind „sonstige betriebliche Aufwendungen“ nach § 275 Abs. 2 Nr. 8 HGB.

## Wirtschaftliche Aspekte
Sozialkosten sind ein wesentlicher Faktor der betrieblichen Personalpolitik und tragen zur Arbeitsmotivation der Mitarbeiter bei. Die Sozialkosten sind zusammen mit den Lohnnebenkosten Bestandteil der gesamten Personalkosten. Es handelt sich um Arbeitskosten, die entweder durch Gesetze vorgeschrieben, durch einen Tarifvertrag vereinbart oder freiwillig gezahlt werden. Sozialkosten sind die über die Bruttolöhne und -gehälter hinausgehenden Kosten, die für gesetzliche, tarifliche oder freiwillige Sozialleistungen des Arbeitgebers anfallen. Sie sind Bestandteil der Arbeitskosten, konkret handelt es sich bei Sozialkosten um Lohnnebenkosten.
Alle zwecks Altersversorgung vorkommenden Gestaltungsformen gehören zu den Sozialkosten, nämlich Versicherungsprämien für Lebensversicherungen zu Gunsten der Arbeitnehmer, Zahlungen an Pensions- oder Unterstützungskassen oder andere betriebliche Altersversorgung.

## Abgrenzung
Sozialkosten dürfen nicht mit sozialen Kosten verwechselt werden. Dabei handelt es sich um Kosten aus negativen externen Effekten (wie etwa Luftverschmutzung), die vom Verursacher nicht geldlich abgegolten werden, sondern von der Allgemeinheit oder dem Staat übernommen werden müssen oder überhaupt nicht kostenmäßig erfasst werden (etwa Waldsterben).